# Бурк, Майкл Рейли
Майкл Рейли Бурк (род. 1964) — американский актёр.

## Биография
Родился 27.06.1964, окончил Высшую Католическую школу Марин в Калифорнии. Его актерская карьера началась с многочисленных гостевых ролей, начиная с эпизода в «Star Trek: The Next Generation». Он продолжил работать, снимаясь в сериалах «Мелроуз-Плейс» и «Star Trek: Deep Space Nine». В 1994 он снялся в драме «Иностранный студент», а также в таких телевизионных фильмах, как «Бермудский треугольник» и «Сумеречный ужас». Двумя годами позже Майкл получил роль репортера в научно-фантастическом фильме «Марс атакует!», снятом Тимом Бёртоном.
Настоящая известность пришла после фильмов «Потрошитель» и «Смерть Президента».
Майкл Райли Бурк также известен благодаря ролям в известных сериалах. Он снялся в «Беверли-Хиллз, 90210», в «Элли МакБил» и в «Нас пятеро». С 1995 он играет Джеймса Карлина в сериале «Полиция Нью-Йорка».

## Фильмография
- Главный подозреваемый (сериал) (2011)
- Риццоли и Айлс (сериал) (2010)
- Мемфис Бит (сериал) (2010)
- Семейные тайны (сериал) (2010)
- Морская полиция: Лос-Анджелес (сериал) (2009 — …)
- Забытые (сериал) (2009—2010)
- До смерти красива (сериал) (2009 — …)
- Мелроуз Плэйс (сериал) (2009—2010)
- Коллекционер (2009)
- Касл (сериал) (2009 — …)
- Элай Стоун (сериал) (2008—2009)
- Kate Wakes (2008)
- Частная практика (сериал) (2007 — …)
- Свой парень (ТВ) (2007)
- The Cure (ТВ) (2007)
- The Frolic (2007)
- Lincoln Heights (сериал) (2006 — …)
- Герои (сериал) (2006—2010)
- Акула (сериал) (2006—2008)
- Смерть президента (2006)
- Рядом с домом (сериал) (2005—2007)
- Outside a Dream (2005)
- Говорящая с призраками (сериал) (2005—2010)
- Мыслить как преступник (сериал) (2005 — …)
- NYPD 2069 (ТВ) (2004)
- C.S.I.: Место преступления Нью-Йорк (сериал) (2004 — …)
- Вернуть из мертвых (сериал) (2003—2005)
- Детектив Раш (сериал) (2003—2010)
- Морская полиция: Спецотдел (сериал) (2003 — …)
- О. С. — Одинокие сердца (сериал) (2003—2007)
- Война без правил (ТВ) (2003)
- Без следа (сериал) (2002—2009)
- Клиника Сан-Франциско (сериал) (2002—2003)
- C.S.I.: Майами (сериал) (2002 — …)
- Потрошитель (2002)
- Для людей (сериал) (2002—2003)
- Щупальца 2 (2001)
- 24 часа (сериал) (2001—2010)
- Звёздный путь: Энтерпрайз (сериал) (2001—2005)
- Расследование Джордан (сериал) (2001—2007)
- First Years (сериал) (2001)
- C.S.I.: Место преступления (сериал) (2000 — …)
- Западное крыло (сериал) (1999—2006)
- Семейный закон (сериал) (1999—2002)
- Провиденс (сериал) (1999—2002)
- Зачарованные (сериал) (1998—2006)
- Тварь Питера Бенчли (ТВ) (1998)
- Элли Макбил (сериал) (1997—2002)
- Childhood Sweetheart? (ТВ) (1997)
- Практика (сериал) (1997—2004)
- Марс атакует! (1996)
- Любовь навек (1996)
- Притворщик (сериал) (1996—2000)
- Земля обетованная (сериал) (1996—1999)
- Полтергейст: Наследие (сериал) (1996—1999)
- Бермудский треугольник (ТВ) (1996)
- Выкуп (фильм, 1996) (1996)
- Vanishing Son (сериал) (1995)
- Сумеречный ужас (ТВ) (1995)
- Космос: Далекие уголки (сериал) (1995—1996)
- Военно-юридическая служба (сериал) (1995—2005)
- Нью-Йорк, Центральный парк (сериал) (1995—1996)
- Земля 2 (сериал) (1994—1995)
- Скорая помощь (сериал) (1994—2009)
- Нас пятеро (сериал) (1994—2000)
- Иностранный студент (1994)
- Диагноз: Убийство (сериал) (1993—2001)
- Полиция Нью-Йорка (сериал) (1993—2005)
- Подводная Одиссея (сериал) (1993—1996)
- Звёздный путь: Глубокий космос 9 (сериал) (1993—1999)
- Застава фехтовальщиков (сериал) (1992—1996)
- Мелроуз Плэйс (сериал) (1992—1999)
- Беверли-Хиллз, 90210 (сериал) (1990—2000)
- Звездный путь: Следующее поколение (сериал) (1987—1994)